# Tkay Maidza
Takudzwa Victoria Rosa Maidza, conosciuta come Tkay Maidza (Harare, 17 dicembre 1995), è una cantante e rapper zimbabwese naturalizzata australiana.

## Biografia
Tkay Maidza è nata nello Zimbabwe e si è trasferita con la famiglia in Australia nel 2001, inizialmente stabilendosi a Perth, per poi spostarsi a Kalgoorlie, Whyalla e, nel 2010, ad Adelaide. Prima di diventare una cantante, ha studiato Architettura all'Università dell'Australia Meridionale.
Ha pubblicato il suo singolo di debutto, Brontosaurus, nel 2013. Il brano è entrato nella top 100 della classifica australiana dei singoli. Il suo maggiore successo da solista è però M.O.B., che è stata certificata disco d'oro dall'Australian Recording Industry Association con oltre 35 000 copie vendute a livello nazionale. Il suo album di debutto, Tkay, è uscito nell'autunno del 2016 e ha raggiunto il 20º posto nella classifica australiana.
La cantante ha collaborato con Troye Sivan nel brano DKLA contenuto nel suo album di debutto Blue Neighbourhood (2015). Ha inoltre dato la voce a Do It Right, singolo del DJ Martin Solveig nel 2016, certificato disco d'argento nel Regno Unito e disco d'oro in Francia.
Tkay Maidza è stata eletta migliore artista emergente del 2015 dalla sezione australiana della rivista Rolling Stone. Ha vinto il premio Best Australian Act agli MTV Europe Music Awards 2018; due anni prima, era già stata nominata nella stessa categoria.

## Discografia

### Album in studio
- 2016 – Tkay
- 2023 – Sweet Justice

### EP
- 2014 – Switch Tape
- 2018 – Last Year Was Weird (Vol. 1)
- 2020 – Last Year Was Weird (Vol. 2)

### Singoli
- 2013 – Brontosaurus
- 2014 – U-Huh
- 2014 – Switch Lanes
- 2015 – M.O.B.
- 2015 – Ghost
- 2016 – Carry On (feat. Killer Mike)
- 2016 – Do It Right (con Martin Solveig)
- 2016 – Simulation
- 2017 – Glorious
- 2017 – Bom Bom (con Danny L Harle)
- 2018 – Flexin (feat. Duckwrth)
- 2018 – White Rose
- 2019 – Awake (feat. JPEGMafia)
- 2019 – Idc If U Be Ded
- 2020 – Shook
- 2022 – Nights in December